# Металин Фолс (Вашингтон)
Металајн Фолс (енгл. Metaline Falls) град је у америчкој савезној држави Вашингтон. По попису становништва из 2010. у њему је живело 238 становника.

## Демографија
Према попису становништва из 2010. у граду је живело 238 становника, што је 15 (6,7%) становника више него 2000. године.
| Група             | 2000.       | 2010.       |
| Белци             | 216 (96,9%) | 222 (93,3%) |
| Афроамериканци    | 0 (0,0%)    | 1 (0,4%)    |
| Азијати           | 3 (1,3%)    | 2 (0,8%)    |
| Хиспаноамериканци | 1 (0,4%)    | 4 (1,7%)    |
| Укупно            | 223         | 238         |